# 乔治·史坦纳
乔治·史坦纳，FBA（法語：George Steiner，1929年4月23日—2020年2月4日）是一位法国裔的美国文学批评家、散文家、哲学家、小说家和教育家。
他写过大量关于语言、文学和社会的关系以及大屠杀影响的著作。《卫报》的一篇文章将斯坦纳描述为一个「通曉多種语言和博學的人」，说他或者「经常被认为是重塑了评论家的角色」，或者是一个「自命不凡的名人」，他的「范围是以不准确和自满为代价」。
在其崇拜者的心目中，斯坦纳被列为「当今文学界的伟大思想家之一」。英国小说家A·S·拜厄特形容他是一个「極為晚到的文艺复兴時代的人……是一个欧洲的形而上学家，有着驱动我们时代思想的本能。」英国文化协会（British Council）前文学总监哈里特·哈维-伍德（Harriet Harvey-Wood）形容他是一位「伟大的演讲家——预言家和悲观主义者，带着半页潦草的笔记出现，卻从不參考它们。」
史坦纳是日内瓦大学英语和比较文学教授（1974-1994年）、牛津大学比较文学教授（1994-1995年）、哈佛大学诗学教授（2001-2002年）。
他住在英格兰的剑桥，从1969年起，他一直是剑桥大学丘吉尔学院的特别研究员。他的妻子是作家和历史学家Zara Shakow Steiner。他们有一个儿子David Steiner（2009年至2011年担任纽约州教育专员）和一個女儿黛博拉·史坦纳（Deborah Steiner，哥伦比亚大学古典学教授）。
2020年2月4日病逝，享壽90歲。

## 传记

### 早期生活
乔治·史坦纳係1929年出生于巴黎。其父母是來自维也纳的犹太人弗雷德里克·乔治·史坦纳博士和史坦纳夫人（弗兰佐斯）。他有一个姐姐，露丝·莉莲，她1922年出生在维也纳。弗雷德里克·史坦纳是奥地利中央银行的资深律师，斯坦纳是维也纳的一位贵妇人。
在乔治·斯坦纳出生的五年前，他的父亲把他的家人从奥地利搬到了法国，以躲避日益增长的纳粹主义威胁。他相信犹太人无论到哪里都是「濒临灭绝的客人」，於是为他的孩子们建立了语言能力。斯坦纳长大的时候有三种母语：德语、英语和法语；他的母亲是多语言的，经常「用一种语言开始一个句子，然后用另一种语言结束。」
当他六岁的时候，他那相信古典教育重要性的父亲教他读希腊原文的《伊利亚特》。他的母亲認為「自怜自艾令人作呕」，帮助史坦纳克服右臂萎縮的的天生缺陷。她没有让他变成左撇子，而是坚持要他像健全的人一樣使用右手。
斯坦纳在詹森薩伊中學開始接受正規教育。1940年，第二次世界大战期间，斯坦纳的父亲再次搬家，这次搬到了纽约。不到一個月後，纳粹占领了巴黎，在学校斯坦纳班上的许多犹太儿童中，他是仅有的两个在战争中倖存下来的人之一。他父亲的洞察力再一次拯救了他的家庭，这使得斯坦纳感觉像一个倖存者，这深刻地影响了他后来的著作。「我的整个人生都是关于死亡、回忆和大屠杀。」斯坦纳成了一个「感恩的流浪者」，他说：「树有树根，我有腿； 我的一生都是为了这个。」他在曼哈顿的紐約法語學校完成餘下學業，并于1944年成为美国公民。

### 教育
高中毕业后，斯坦纳去了芝加哥大学，在那里他学习了文学、及数学和物理，并在1948年获得了英国文学学士学位。1950年，在哈佛大学取得了硕士学位。然后，他獲得了英国牛津大学的巴利奥尔学院的罗德奖学金。 
在牛津大学完成博士论文之后，《悲剧之死》（The Death of Tragedy，后来由法伯出版）的書稿遭到拒绝。斯坦纳从他的学习中抽出时间在威廉姆斯学院教英语，并在1952年至1956年期间担任伦敦周刊《经济学人》的首席作家。就在这段时间里，他遇到了立陶宛裔纽约人Zara Shakow。她也曾在哈佛大学学习，二人在他们以前教授的提议下在倫敦會面。「教授们打了个赌……如果我们见面的话，我们就会结婚。」他们在1955年结婚，那一年他从牛津大学获得哲學博士學位。

## 职业生涯
1956年，斯坦纳回到美国，在那裡，他曾在新泽西州的普林斯顿高等研究院当过两年学者。他还于1958年至1959年在因斯布鲁克担任富布赖特教授。1959年，他被普林斯顿大学任命为高斯讲师，在那里他又教了两年的課。1961年，他成为剑桥大学丘吉尔学院的首批研究員之一。斯坦纳最初在剑桥没有受到英语教师的好评。许多人不赞成这种带有外国口音的魅力型「煽动者」，并质疑他在讲座中不断提到的大屠杀的相关性。20世纪文学教授布莱恩·切耶特（Bryan Cheyette）表示，当时「英国认为它与大屠杀没有关系；英国的战争神话植根于《闪电战》、《敦刻尔克》、《英国之战》。」虽然斯坦纳获得了教授的薪水，但他从来没有成为剑桥大学的正教授，也没有权利进行研究。當時他可以选择去美国得到教授职位，但是斯坦纳的父亲反对，说希特勒说没有一个他們這種姓名的人該留在欧洲，如果離開即是希特勒赢了。斯坦纳選擇留在英格兰，因为「我寧可做任何事也不想面对我父亲的这种蔑视」。1969年，他被选为剑桥大学特别研究员。
作为一名自由撰稿人和偶尔的讲师，斯坦纳在1974年接受了日内瓦大学英语和比较文学教授的职位；他担任这个职位20年，用四种语言教学。他遵循歌德的格言：「没有一个人真正懂得自己的语言。」1994年退休后，他在日内瓦大学担任名誉教授，1995年在牛津大学 Balliol 学院担任荣誉研究员。此后，他担任了第一位韦登菲尔德勋爵欧洲比较文学教授和牛津大学圣安妮学院研究员，2001年至2002年担任哈佛大学诺顿诗学教授。
斯坦纳被称为「一位聪明而有智慧的评论家和散文家。」他在芝加哥大学期间积极撰写大学生出版物，后来成为许多期刊和报纸的评论和文章的定期撰稿人，其中包括《泰晤士报文学增刊》和《卫报》。他为《纽约客》撰写了三十多年的文章，贡献了200多篇评论。
斯坦纳通常对事情非常认真，他也揭示了一个意想不到的死气沉沉的幽默：当他被问到是否曾经读过任何琐碎的小东西时，他回答说：「《白鲸記》」。

## 观点
乔治·斯坦纳被认为是一个多面手，通过探索艺术和思想来重塑评论家的角色而被认为是一个多面手。他主张一般化而不是专业化，并坚持认为识字的概念必须包含艺术和科学两方面的知识。斯坦纳认为，民族主义固有的暴力性，不足以满足犹太教的道德特权，他说：「因为我们的本性，有些事情是我们不能做的。」
在斯坦纳的非传统观点中，斯坦纳在他1997年出版的自传《埃拉塔》（Errata）中，谈到自己在芝加哥大学就读以来，对公共住宅的使用持同情态度。正如斯坦纳所说：「我的純潔冒犯了阿尔菲（他的大学室友）。他发现在一个十九岁的孩子身上，这种行为很招摇，而且有点腐败。……他轻蔑地嗅出我心中的恐惧。然后把我带到伊利诺伊州的西塞罗，这个小镇名声不好，但是由于它的名字，让我放心。在那裡，他以一种随意的权威组织了一次彻底而温和的入会仪式。正是这种不可思议的温柔，那种在外表粗糙的环境下的关怀，仍然让我感到自豪。」
有關斯坦纳思想的核心，他说：「我很惊讶，就像人们看到的那样，你可以用人类的话语来爱、去建造、去宽恕，也去折磨、去憎恨、去摧毁、去消灭。」
斯坦纳的观点受到批评和支持，他认为种族主义是每个人固有的，容忍只是肤浅的。 据报道，他曾说过：「坐在这里，在这个房间里，说『种族主义是可怕的』是很容易的。但是如果一个牙买加家庭带着六个孩子搬到隔壁，他们整天都在放雷鬼乐和摇滚乐。或者，如果一个房地产经纪人来到我家告诉我，因为一个牙买加家庭搬到了我家隔壁，我的财产价值已经贬值了。那就问我吧！」

## 作品
乔治·斯坦纳的职业生涯跨越了半个世纪。他出版了一些论述当代西方文化异常、语言问题及其在大屠杀后时代的「贬低」问题的论文和书籍。 他的研究领域主要是比较文学，他作为一个批评家的工作倾向于探索文化和哲学问题，特别是处理翻译以及语言和文学的本质。
斯坦纳的第一本出版书籍是《托尔斯泰或陀思妥耶夫斯基：一篇对比的散文》（1960年），这本书研究了俄国作家列夫·托尔斯泰和费奥多尔·陀思妥耶夫斯基的不同思想和意识形态的研究。《悲剧之死》（1961年）起源于他在牛津大学的博士论文，研究古希腊到20世纪中期的文学。他最著名的著作《巴别塔之后》（1975年）是对翻译研究领域的一个早期和有影响的贡献。1977年，它被改编成电视剧《人类的舌头》 ，是1983年英国前卫摇滚乐队巴别塔新闻创作的灵感来源。
斯坦纳的几部文学小说作品包括四部短篇小说集《安诺·多米尼：三个故事》（1964年）、《证明》和《三个寓言》（1992年）、《海洋的深处》（1996年） ，以及《四季》（2008年）；以及他备受争议的中篇小说《从波蒂奇到圣克里斯托瓦尔》（1981年）。《从波蒂奇到圣克里斯托瓦尔》，犹太纳粹猎人在二战结束三十年后的亚马逊丛林中发现了阿道夫·希特勒（小说中的名称「A.H.」） ，探讨了关于欧洲反犹太主义起源的想法。斯坦纳认为纳粹主义是欧洲对犹太人发明良心的报复。切耶特认为斯坦纳的小说是「一个他可以反省自己的探索空间。」它「将其谦逊和开放与日益封闭和正统的批判工作形成鲜明对比。」故事的核心是倖存者对于自己不在那裡的「可怕的、受虐狂的嫉妒——错过了与地狱的会合」。
《没有激情》（1996年）是一本文章選集，議題頗為廣泛，包括克尔凯郭尔、荷马作品的翻译、圣经文本和弗洛伊德的梦想理论。《艾拉塔：检查的生命》（1997年）是一部半自传，基于斯坦纳1990年在格拉斯哥大学发表的吉福德的讲述教学法，探讨了从宇宙学到诗歌的一系列主题。

## 奖励和荣誉
乔治·斯坦纳获得了许多荣誉，包括:
- 罗德奖学金（1950年）
- 古根海姆奖学金（1971-72年）
- 法国政府的法國榮譽軍團勳章（1984年）
- 美国艺术暨文学学会莫顿·道文·佐贝尔奖（1989年）
- 比利时应用科学学院理事会颁发的阿尔伯特国王奖章
- 牛津大学贝利奥尔学院名誉研究员（1995年）[19]
- 斯坦福大学杜鲁门·卡波特终身成就奖（1998年）
- 阿斯图里亚斯亲王奖交流与人文奖（2001年）[20]
- 英国科学院奖学金
- 英国皇家艺术学院荣誉院士
- 文学荣誉博士学位:
  - 东英吉利亚大学（1976年）
  - 法语天主教鲁汶大学（1980年）
  - 曼荷莲学院（1983年）
  - 布里斯托尔大学（1989年）
  - 格拉斯哥大學（1990年）
  - 列日大学（1990年）
  - 阿爾斯特大學（1993年）
  - 杜伦大学（1995年）
  - 萨拉曼卡大学（2002年）
  - 伦敦玛丽王后大学（2006年）
  - 博洛尼亚大学（2006年）[21]
  - 里斯本大学（2009年）[22]

他还凭借自己的小说和诗歌获得了许多奖项，包括:
- 《语言与沉默: 1958-1966年纪念奖》（1974年）。
- 國際筆會 / macmillan 银笔奖（1992年）：《证明和三个寓言》。
- 國際筆會 / 麦克米伦小说奖（1993年）：《证明与三个寓言》。
- JQ Wingate 奖非小说类作品（与 Louise Kehoe 和 Silvia Rodgers 联合获奖，1997年）：《没有激情》。

## 资料来源
- 阿维里尔·康德伦，《乔治·史坦纳的论文》 ，邱吉尔档案中心，2001年
- 《哈佛公报》(27.09.01)